# سه کله‌پوک

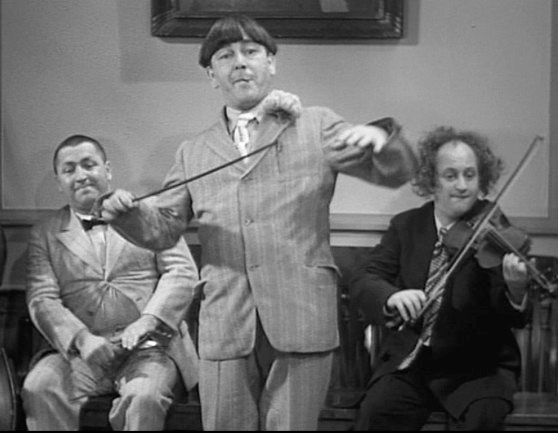
مجموعه سینمایی و تلویزیونی سه کله پوک

سه کله‌پوک (به انگلیسی: The Three Stooges) یک تیم کمدی و وودویل آمریکایی در اواسط قرن بیستم بودند که بیشتر برای ایفای نقش در فیلم‌های کوتاه بسیاری از کلمبیا پیکچرز شناخته شده‌اند.